# سن خوان کپیسترانو (کالیفرنیا)
سن خوان کپیسترانو یا سن هوان کپیسترانو (به انگلیسی: San Juan Capistrano) شهری در شهرستان اورنج، کالیفرنیا ایالت کالیفرنیا است که در سرشماری سال ۲۰۱۰ میلادی، ۳۴۵۹۳ نفر جمعیت داشته است. 